# نووالکسیوکا (شهرستان میاکینسکی، باشقیرستان)
نووالکسیوکا (انگلیسی: Novoalexeyevka, Miyakinsky District, Republic of Bashkortostan) یک شهرک در شهرستان میاکینسکی استان باشقیرستان کشور روسیه است.